# Fletcher Smith
Fletcher Smith (* 22. September 1913 in Lincoln, Nebraska; † 15. August 1993 in Los Angeles) war ein US-amerikanischer Rhythm-&-Blues- und Jazzpianist.
Fletcher Smith spielte 1943 bei Cootie Williams und in den folgenden Jahren u. a. mit Slim Gaillard, King Perry, Varetta Dillard, Jimmy Rushing, Big Maybelle, Linda Hopkins, Sister Rosetta Tharpe, Earl Bostic, Stick McGhee, Mickey Baker, Percy Mayfield, King Perry und Geechie Smith. Unter eigenem Namen (Fletcher Smith’s Squares, Fletcher Smiths Band) spielte er in den 1950er-Jahren mehrere Singles ein wie Mean Poor Gal, Ting Ting Boom Scat oder Shout, Shout, Shout. Im Bereich des Jazz war er zwischen 1943 und 1959 an 36 Aufnahmesessions beteiligt.